# (500371) 2012 TC46
(500371) 2012 TC46 es un asteroide perteneciente al cinturón de asteroides, descubierto el 27 de agosto de 2006 por el equipo del Spacewatch desde el Observatorio Nacional de Kitt Peak, Arizona, Estados Unidos.

## Designación y nombre
Designado provisionalmente como 2012 TC46.

## Características orbitales
2012 TC46 está situado a una distancia media del Sol de 3,159 ua, pudiendo alejarse hasta 3,345 ua y acercarse hasta 2,974 ua. Su excentricidad es 0,058 y la inclinación orbital 8,393 grados. Emplea 2051,67 días en completar una órbita alrededor del Sol.
Los próximos acercamientos a la órbita de Júpiter se producirán el 15 de junio de 2025, el 9 de diciembre de 2120 y el 15 de julio de 2131, entre otros.

## Características físicas
La magnitud absoluta de 2012 TC46 es 16,3.